# Álvaro Ribeiro
Álvaro Ribeiro, född 16 maj 1901, död 11 november 1979, var en friidrottare från Brasilien. Han deltog vid olympiska sommarspelen 1924.